# Theodore Sturgeon
Theodore Sturgeon, rodným jménem Edward Hamilton Waldo (26. února 1918, Staten Island, New York, New York, USA – 8. května 1985, Eugene, Oregon) byl přední americký spisovatel science fiction. Řadí se mezi autory tzv. Zlatého věku science fiction a měl vliv na mnohem slavnější autory, jakými byli například Ray Bradbury nebo Kurt Vonnegut.
Je také známý jako autor tzv. Sturgeonova zákona: „90 % science fiction je šunt, ale 90 % všeho je šunt.“ („Ninety percent of science fiction is crud, but then, ninety percent of everything is crud.“).

## Životopis
Narodil se jako Edward Hamilton Waldo. Když se jeho matka po rozvodu znovu vdala, přijal v jedenácti letech příjmení svého nevlastního otce, učitele matematiky Williama Sturgeona a změnil si rovněž křestní jméno na Edward Theodore, aby lépe odpovídalo jeho přezdívce "Ted".
Vystřídal velké množství zaměstnání, sloužil u námořnictva, prodával mrazáky nebo vedl hotel. Byl celkem třikrát ženatý, měl další dva dlouhodobé vztahy a stal se otcem celkem sedmi dětí. Jeho první žena se jmenovala Dorothe Fillingame (svatba se konala v roce 1940, rozvod v roce 1945) a měl s ní dvě dcery, Patricii a Cynthii. Roku 1949 se oženil se zpěvačkou Mary Mairovou, ale roku 1951 bylo manželství anulováno. V tom samém roce se jeho třetí ženou stala Marion McGahanová, se kterou měl syna Robina (1952) a Timothyho (1960) a dcery Tandy (1954) a Noël (1956). Od roku 1969 udržoval dlouhodobý vztah s novinářkou a fotografkou W. Bonnie Goldenovou, se kterou měl syna Adrose (1970), a nakonec žil do konce svého života se spisovatelkou Jayne Engelhart Tannehillovou.
Jeho první povídka Heavy Insurance vyšla roku 1938, do sci-fi žánru vstoupil roku 1939 povídkou Ether Breather (Ti, co dýchají éter). Zprvu psal hlavně povídky pro pulpové magazíny, další byly publikovány v antologich. Napsal více než dvě stě povídek, z nichž mnohé dnes patří ke klasickému fondu žánru, a také několik románů, z nichž je nejslavnější More Than Human (1953, Víc než člověk). Jeho díla se vyznačují lyrickým a emocionálním stylem, jsou plná metafor a vyzývají k lásce (nejen milostné, ale i k bližnímu) a k toleranci. Po druhé světové válce však jeho něžný humor přecházel do patosu a vytváří portréty postav, které se vymaňují z izolace, do nichž je uvrhla neschopnost zařadit se do normální společnosti. Je rovněž známý zkoumáním tabuizované sexuality a omezující morálky. Je rovněž autorem několika scénářů k televizním seriálům včetně dvou epizod ze seriálu Star Trek a řadu let recenzoval sci-fi pro New Book Review a pro magazín Galaxy.
Ke konci života žil několik let ve Springfieldu v Oregonu a zemřel na plicní fibrózu v nemocnici v blízkém Eugene. Téměř celý život kouřil dýmku, ale jeho nemoc mohl také způsobit azbest, se kterým přišel do styku v době, kdy sloužil u námořnictva.

## Dílo

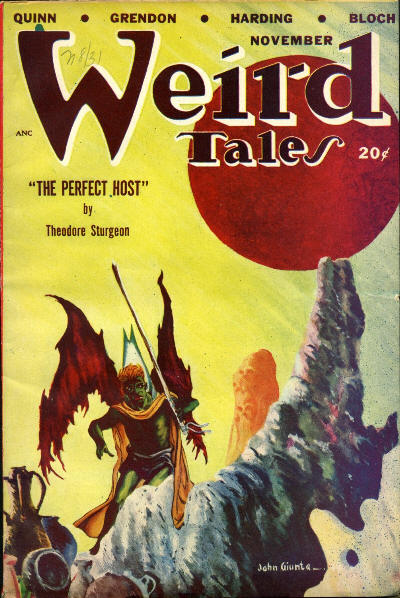
Obálka magazínu Weird Tales z roku 1948 s autorovou povídkou The Perfect Host.

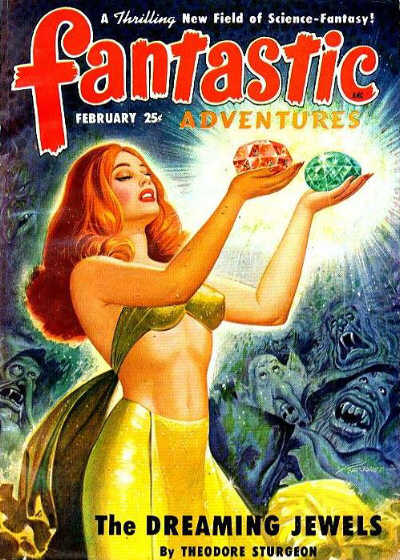
Obálka magazínu Fantrastic Adventures z roku 1950 s autorovým románem The Dreaming Jewels.

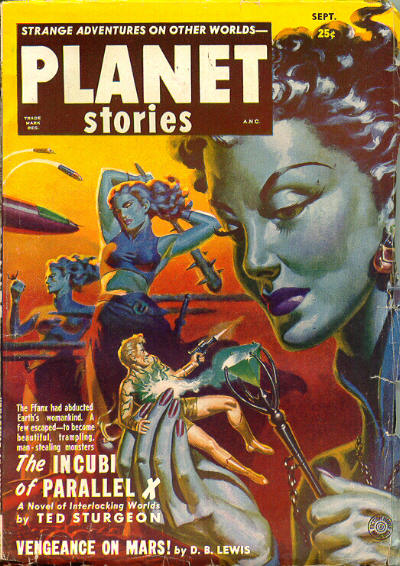
Obálka magazínu Planet Stories z roku 1951 a autorovou povídku The Incubi of Parallel X.

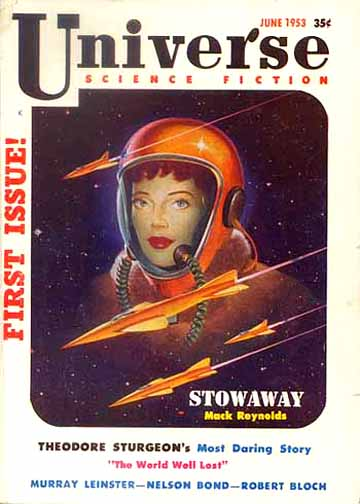
Obálka magazínu Universe Science Ficiton z roku 1953 a autorovou povídku The World Well Lost.

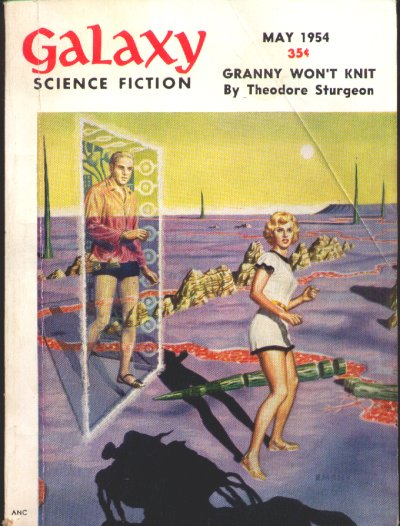
Obálka magazínu Galaxy Science Fiction z roku 1954 a autorovou povídku Granny Won't Knit.

### Povídky (výběr)
- Heavy Insurance (1938), autorova první povídka.
- Ether Breather (1939, Ti, co dýchají éter), autorova první sci-fi povídka.
- A God in a Garden (1939, Bůh v zahradě).
- Some People Forget (1939).
- Butyl and the Breather (1940), pokračování povídky 'Ether Breather.
- It (1940, To), česky též jako Ono, povídka o lidech z venkovském prostředí, kteří se snaží bojovat s rozběsněným nelidským monstrem.
- Place of Honor (1940).
- Microcosmic God (1941, Mikroskopický bůh), česky také jako Bůh mikrokosmu, povídka vypráví o vědci, který si hraje na Boha a opakovaně napadá mikroskopickou rasu, již stvořil, hrozbami namířenými proti jejímu přežití.
- The Haunt (1941, Strašidelný dům).
- Yesterday Was Monday (1941, Včera bylo pondělí), povídka, ve které hlavní hrdina zjistí, že realita každého dne je divadelní scénou vystavěnou miniaturními! dělníky.
- Nightmare Island (1941), jako E. Waldo Hunter.
- The Purple Light (1941), jako E. Waldo Hunter.
- Shottle Bop (1941),
- The Green-Eyed Monster (1943, Žárlivý duch), česky též jako Poslední šance.
- Killdozer! (1944), česky také jako Vraždící buldozer, povídka, v níž je stavební četa uvězněna na ostrově, kde její buldozer prostoupila elektrická energie mimozemské formy života.
- Mewhu's Jet (1946).
- Memorial (1946, Památník), varovný příběh o zneužití nukleárních zbraní.
- Bianca's Hands (1947, Biančiny ruce).
- Thunder and Roses (1947, Hrom a růže), varovný příběh o zneužití nukleárních zbraní.
- Largo (1947).
- Maturity (1947, Dospělost)
- There Is No Defense (1948, Obrana neexistuje).
- Abreaction (1948, Odreagování).
- The Professor's Teddy-Bear (1948, Profesorův medvídek).
- The Perfect Host (1948, Perfektní hostitel).
- The Hurkle is a Happy Beast (1949, Hurkl je hravé zvířátko), česky také pod názvem Hurkl je veselá potvůrka.
- Shadow, Shadow, on the Wall... (1951, Zeď plná stínů).
- The Incubi of Parallel X (1951).
- Baby is Three (1952, Mrňousovy jsou tři), povídka se stala druhou částí románu More Than Human.
- The Silken-Swift (1953, Hedvábné pohlazení).
- A Way Home (1953).
- Talent (1953).
- The Fabulous Idiot (1953), povídka se stala první částí románu More Than Human.
- Morality (1953, povídka se stala třetí částí románu More Than Human.
- A Saucer of Loneliness (1953, Létající talíř osamělosti), povídka rozkrývá pocity odcizení a nedostatečnosti.
- The Wages of Synergy (1953).
- The World Well Lost (1953, Důkladně ztracený svět)
- The Education of Drusilla Strange (1954, Výchova Drusilly Strangeové).
- Granny Won't Knit (1954).
- Bright Segment (1955, Část jasu).
- The Girl Had Guts (1957, Měla na to žaludek).
- The Other Celia (1957).
- The Pod in the Barrier (1957).
- A Touch of Strange (1958, Dotek neobyčejna).
- The Man Who Lost the Sea (1959, Muž, který ztratil moře).
- Like Young (1960, Jako v mládí).
- Need (1960, Potřeba).
- When You Care, When You Love (1962, Když ti na někom záleží, když miluješ).
- Noon Gun (1963, Polední výstřel).
- The Nail and the Oracle (1965).
- Kdyby všichni muži byli bratři, dovolil bys některému, aby si vzal tvou sestru? (1967, Kdyby všichni muži byli bratři, dovolil bys některému, aby si vzal tvou sestru?).
- The Man Who Learned Loving (1968, muž, který se naučil milovat).
- Slow Sculpture (1970, Pomalá skulptura), povídka získala ceny Hugo i Nebulu.
- Agnes, Accent and Access (1973, Priscilla, přízvuk a přístup).
- Helix the Cat (1973, Vrtichvost).
- Case and the Dreamer (1973, Case a Snílek).
- Vengeance Is. (1980, Má je pomsta).

### Sbírky povídek
- Without Sorcery (1948, Žádné čáry).
- E Pluribus Unicorn (1953).
- Caviar (1955, Kaviár).
- A Way Home (1955, Cesta domů).
- Thunder and Roses (1957)
- A Touch of Strange (1958, Dotek neobyčejna).
- Aliens 4 (1959, Mimozemšťané 4).
- Beyond (1960, Jinde).
- Not Without Sorcery (1961).
- The Complete Stories of Theodore Sturgeon, třináctidílná řada sestavená Paulem Williamsem, která obsahuje všechny autorovy kratší práce:

1. The Ultimate Egoist (1995, Naprostý sobec),
2. Microcosmic God (1995, Bůh mikrokosmu),
3. Killdozer! (1996, Vraždící buldozer),
4. Thunder and Roses (1997, Hrom a růže),
5. The Perfect Host (1998, Dokonalý hostitel),
6. Baby Is Three (1999, Mrňousovy jsou tři),
7. A Saucer of Loneliness (2000, Létající talíř osamělosti),
8. Bright Segment (2002, Část jasu),
9. And Now the News ... (2003),
10. The Man Who Lost the Sea (2005, Muž, který ztratil moře),
11. The Nail and the Oracle (2007),
12. Slow Sculpture (2009, Pomalá skulptura),
13. Case and the Dreamer (2010, Case a Snílek).

### Romány
- The Dreaming Jewels (1950, Snící drahokamy), v románu mladý chlapec zjišťuje, že poruchy v jeho chování ve skutečnosti představují symptomy nadlidských schopností.
- More Than Human (1953, Víc než člověk), román vznikl propojením tří autorových povídek (The Fabulous Idiot, Baby is Three a Morality) a vypráví o skupině psychicky dysfunkčních dětí (mutantů), kteří spojí své jednotlivé schopnosti za účelem vytvoření nadlidského společného vědomí, které je schopno čehokoliv. Za román získal Tanner cenu International Fantasy Award.
- I, Libertine (1956), jako Frederick R. Ewing, spoluautor Jean Shepherd, zábavná historická romance.
- The King and Four Queens (1956, Král a čtyři královny), western, novelizace scénáře ke stejnojmennému filmu režiséra Raoula Walshe.
- The Cosmic Rape (1958, Kosmické znásilnění), román popisuje konfrontaci lidstva s civilizací "úlového" typu.
- Venus Plus X (1960, Venuše plus X), zobrazení utopické společnosti, kde bylo harmonie dosaženo odstraněním rozdílů mezi pohlavími.
- Voyage to the Bottom of the Sea (1961), novelizace stejnojmenného sci-fi filmu režiséra Irwina Allena.
- Some of Your Blood (1961, Trochu tvé krve), horor.
- The Player on the Other Side (1963, Hráč na druhé straně), detektivní román, který autor napsal jako ghostwriter pro Ellery Queena.
- The Rare Breed (1966, Záchrana vzácného plemene), western, novelizace stejnojmenného filmu režiséra Andrewa V. McLaglena
- Godbody (1986), posmrtně vydaný sci-fi román.

## Film a televize

### Adaptace
- Mewhu's Jet (1951), epizoda z amerického televizního seriálu Out There, scénář podle vlastní povídky (jako Edward Waldo).
- Killdozer (1974), americký televizní film, režie Jerry London.
- Parcelle brillante (1974), epizoda z francouzského televizního seriálu Histoires insolites podle autorovy povídky Bright Segment, režie Christian de Chalonge.
- L'amour qui tue (1982), epizoda z francouzského televizního seriálu De bien étranges affaires podle autorovy povídky The Wages of Synergy, režie Laurent Heynemann.
- La soucoupe de solitude (1982), epizoda z francouzského televizního seriálu De bien étranges affaires podle autorovy povídky A Saucer of Loneliness, režie Philippe Monnier.
- A Saucer of Loneliness (1986), epizoda z amerického televizného seriálu The Twilight Zone, režie Jim McBride.
- A Matter of Minutes (1986), epizoda z amerického televizného seriálu The Twilight Zone podle autorovy povídky Yesterday Was Monday, režie Bill Norton.
- The Other Celia (2005), kanadský krátký film, režie Jon Knautz.

### Scénáře
- Ordeal in Space (1951), epizoda z amerického televizního seriálu Out There, scénář podle povídky Roberta A Henleina (jako Edward Waldo).
- Verdict from Space (1951), epizoda z amerického televizního seriálu Tales of Tomorrow, scénář.
- The Miraculous Serum (1952), epizoda z amerického televizního seriálu Tales of Tomorrow, scénář podle povídky Stanleyho G. Weinbauma.
- The Pylon Express (1975), epizoda z amerického televizního seriálu Land of the Lost, scénář.

### Star Trek
Sturgeon rovněž napsal scénáře ke dvěma epizodám sci-fi televizního seriálu Star Trek: Shore Leave (1966, Dovolená) a Amok Time (1967, Čas amoku). Tyto epizody vyšly knižně ve zpracování Jamese Blishe: Dovolená v knize Star Trek: The Classic Episodes 1 (1991, Star Trek: klasické příběhy 1) a Čas amoku v knize Star Trek: The Classic Episodes 2 (1991, Star Trek: klasické příběhy 2).

## Ocenění
Za své dílo získal Sturgeon několik ocenění:
- 1954 – International Fantasy Award za román More Than Human (Víc než člověk),[12]
- 1971 – Forry Award za celoživotní dílo,[13]
- 1971 – cena Hugo za povídku Slow Sculpture (Pomalá skulptura),[14]
- 1971 – cena Nebula za povídku Slow Sculpture (Pomalá skulptura),[15]
- 1985 – World Fantasy Award za celoživotní dílo,[16]
- 2000 – uvedení do Síně slávy science fiction a fantasy.[17]

Roku 1987 byla na jeho počest založena cena The Theodore Sturgeon Memorial Award.

## Česká vydání

### Samostatné povídky
- Muž, který ztratil moře, revue Světová literatura, ročník 1980, číslo 1.
- Priscilla, přízvuk a přístup, revue Světová literatura, ročník 1980, číslo 1.
- Hurkl je hravé zvířátko, vyšlo v revui Světová literatura (ročník 1980, číslo 1) a pod názvem Hurkl je veselá potvůrka v magazínu Fantasy & Science Fiction 2008 - Jaro (přeložil Richard Podaný).
- Largo, fanbook Vega č. 4, SFK Dudlay Předenice 1985.
- Zeď plná stínů, fanbook Lety zakázanou rychlostí II., SFK Slan Slaný 1986.
- Killdozer!, fanzin Poutník č. 06, SFK Julese Verna 1986 (přeložil Miroslav Martan), dále antologie Na vrcholu Zlatého věku, Mustang, Plzeň 1996 (přeložil Pavel Medek) a pod názvem Vraždící buldozer v časopise Ikarie 1996, číslo 11 a 12 (přeložil Pavel Medek).
- Jako v mládí, antologie Hledání budoucího času, Práce, Praha 1985, přeložil Jiří Markus.
- Dotek neobyčejna, magazín Fantasy & Science Fiction 1992/03, přeložil Vladimír Michalík.
- Létající talíř osamělosti, antologie Nejmenší vesmír, Polaris, Frenštát pod Radhoštěm 1992, a antologie Mistrovské kusy: Nejlepší SF 20. století, Laser, Plzeň 2003, přeložil Josef Hořejší.
- Talent, antologie Jiné světy: Zima 93,Winston Smith, Praha 1993, přeložil Jan Šťastný.
- Hrom a růže, antologie Od Heinleina po Aldisse, AFSF, Praha 1994, přeložil Jiří Markus.
- Má je pomsta, antologie Žhavá krev: Hororové příběhy, Talpress, Praha 1996.
- Muž, který se naučil milovat, magazínu Fantasy & Science Fiction 1996/06, přeložil Pavel Musiol.
- Ono, antologie Alfreda Hitchcocka Strašidla nejstrašnější, ABR, Praha 1996,
- Žárlivý duch, antologie Hlas krve, Najáda, Praha 1996, přeložila Ludmila Kosatíková.
- Pomalá skulptura, antologie Hugo Story IV: 1970 - 1972, Winston Smith, Praha 1997, přeložil Pavel Medek.
- Výchova Drusilly Strangeové, antologie Tunel do věčnosti, Albatros, Praha 1999.
- Mikroskopický bůh, antologie Síň slávy: Nejlepší SF povídky všech dob 1929 - 1946, Baronet, Praha 2003.
- Odreagování, antologie Stvořitelé budoucnosti, Metafora 2003.
- Hedvábné pohlazení, antologie Síň slávy mistrů fantasy I., Baronet, Praha 2004.
- Kdyby všichni muži byli bratři, dovolil bys některému, aby si vzal tvou sestru?, antologie Nebezpečné vize, Laser, Plzeň 2004.
- Mrňousovi jsou tři, antologie Síň slávy mistrů SF II A, Baronet, Praha 2006.
- Měla na to žaludek, antologie Extrémní science fiction, Triton, Praha 2009, přeložil Tomáš Jeník.

### Knihy
- Snící drahokamy, Winston Smith, Praha 1994, přeložila Kateřina Přádová, znovu Laser, Plzeň, 2010.
- Víc než člověk, Winston Smith, Praha 1996, přeložila Radka Smejkalová.
- Bůh v zahradě a jiné vize, Epocha, Praha 2004, přeložil Pavel Medek, výbor z povídek, obsahuje Bůh v zahradě, Vrtichvost, Biančiny ruce, To, Včera bylo pondělí, Bůh mikrokosmu, Strašidelný dům, Poslední šance, Polední výstřel, Hrom a růže, Obrana neexistuje, Profesorův medvídek.